# Изолативни језици
Изолативни језици или коренски језици су назив за један тип језика који имају заједничке структурне особине, а који не спадају нужно у исту језичку породицу нити имају територијалног додира. Коренски језици су језици у којима нема граматичких наставака на речима и у просеку имају мали број морфема (речи у тим језицима су често састављене од једног јединог морфема). То их ставља насупрот синтетичким језицима и аглутинативним језицима, где су речи обично састављене од више морфема. У коренске језике спадају сино-тибетски језици, таи-кадаи језици, вијетнамски језик, хмонг-мијен језици, гбе језици у Африци и којсански језици.

## Особине изолативног типа језика
Изолативни тип језика карактерише:
- чврст ред речи у реченици
- развијена лексика са врло мало синонимије
- улогу граматичких наставака преузимају целе појединачне речи
- наставака на речима нема

## О подели на језичке типове
Оснивачем лингвистичке типологије сматра се Фридрих фон Шлегел јер је први употребио термине афиксални и флективни језици у свом делу „О језику и мудрости Индијаца“. Коренске језике је први препознао Фридрихов брат који их је назвао "језицима без граматичке структуре" за разлику од аглутинативних и флективних језика. Та подела се задржала и до данас, мада се језички тип више не односи само на морфолошку структуру и језици се не сврставају само у један тип.
Владимир Скаличка, чешки лингвиста Прашке школе, користећи већ постојеће термине (изолативни, флективни и аглутинативни језици), проширио је особине сваког типа. Изолативни тип одликује чврст ред речи у реченици, развијена лексика са врло мало синонимије, улогу граматичких наставака преузимају целе појединачне речи, а наставака на речима нема. Оваква типологија се разликује од традиционалне у следећим особинама: 1) у традиционалној типологији типови су се односили на морфологију, а овде су проширени и на друге структуре, посебно на синтаксичку; 2) немогуће је пронаћи језик који ће имати све особине једног типа, јер је сваки тип, у суштини, апстракција, али један тип доминира, и 3) класификација језика прешла је у класификацију типова.
Језици у свом историјском развоју мењају структурни тип коме припадају. На пример, јерменски језик се сврстава у флективни тип, али се све више примећују аглутинативни процеси. Енглески језик је некада био синтетичко-флективни, али данас показује одлике аналитичко-изолативног типа. Промена типа се може пратити и код језичких породица и грана. У индоевропским језицима изражено је кретање од флективног до аглутинативног или коренског типа, док је у угро-финској породици смер од аглутинативног ка флективном или полисинтетичком. За сада није утврђено да из једног типа произилази обавезно други тип, већ су све комбинације уочене.